# Paweł Rakoczy
Paweł Rakoczy (Złotoryja, 15 maggio 1987) è un giavellottista polacco. Ha rappresentato la Polonia ai Giochi olimpici di Londra 2012 concludendo al 28º posto nel concorso del lancio del giavellotto.

## Progressione
- 2005 - 68,84 m
- 2006 - 72,36 m
- 2008 - 77,71 m
- 2009 - 79,73 m
- 2010 - 78,13 m
- 2011 - 82,53 m
- 2012 - 84,99 m
- 2013 - 74,88 m
- 2014 - 74,29 m

## Palmarès
| Anno | Manifestazione  | Sede     | Evento                 | Risultato | Prestazione | Note |
| ---- | --------------- | -------- | ---------------------- | --------- | ----------- | ---- |
| 2012 | Europei         | Helsinki | Lancio del giavellotto | 12º       | 70,93 m     |      |
| 2012 | Giochi olimpici | Londra   | Lancio del giavellotto | 28º (q)   | 78,36 m     |      |

## Altre competizioni internazionali
2010
- Bronzo in Coppa Europa invernale ( Arles), lancio del giavellotto - 78,13 m